# چو این-چول
چو این-چول (انگلیسی: Cho In-chul؛ زادهٔ ۴ مارس ۱۹۷۶) جودوکار اهل کره جنوبی بود.
از افتخارات وی میتوان به کسب مدال نقره در بازی‌های المپیک تابستانی ۱۹۸۸ و مدال برنز در بازی‌های المپیک تابستانی ۱۹۹۶ اشاره کرد.